# Wetteroth

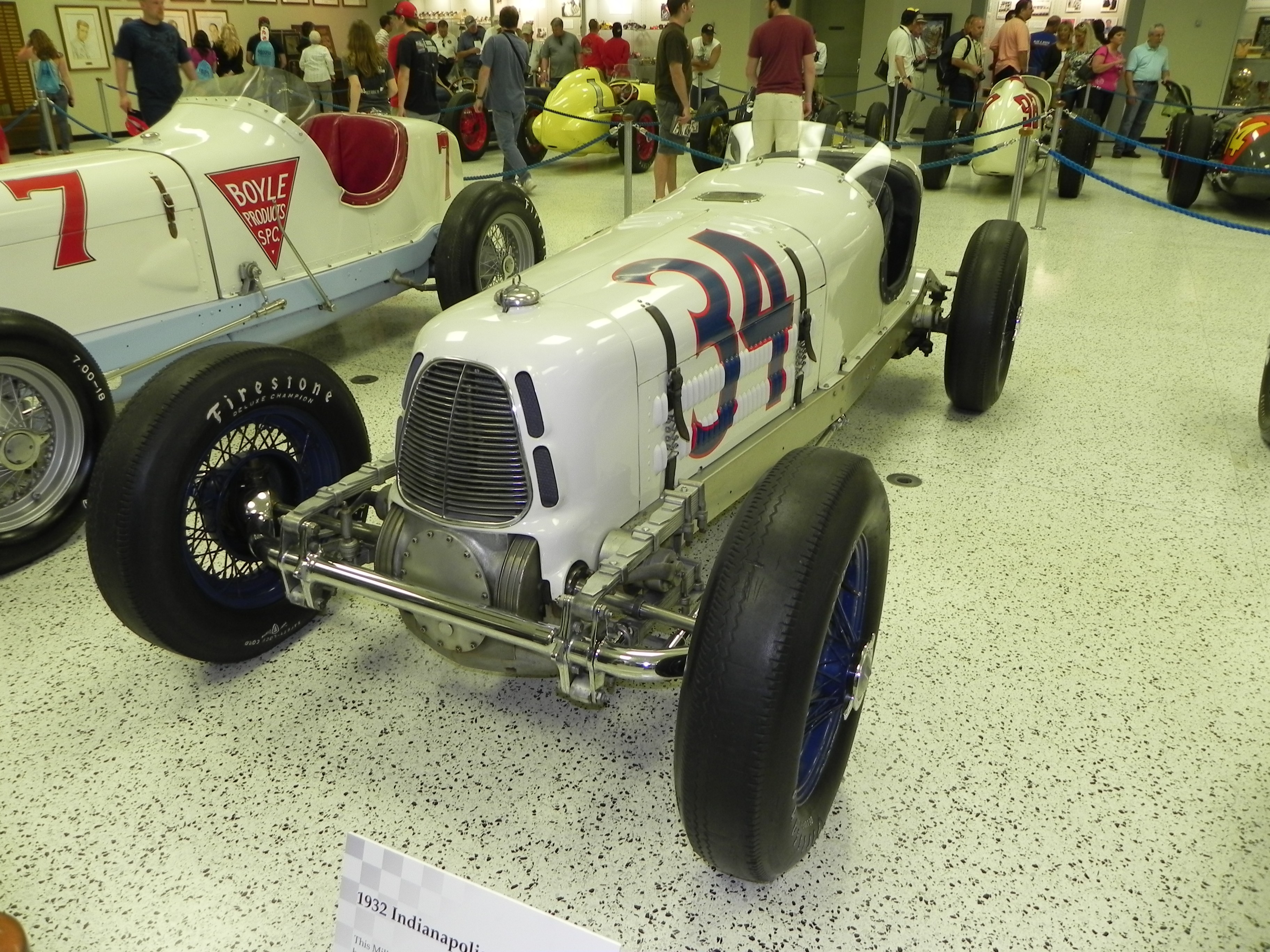
La Wetteroth-Miller de Frame, victorieuse des 500 miles d'Indianapolis 1932.

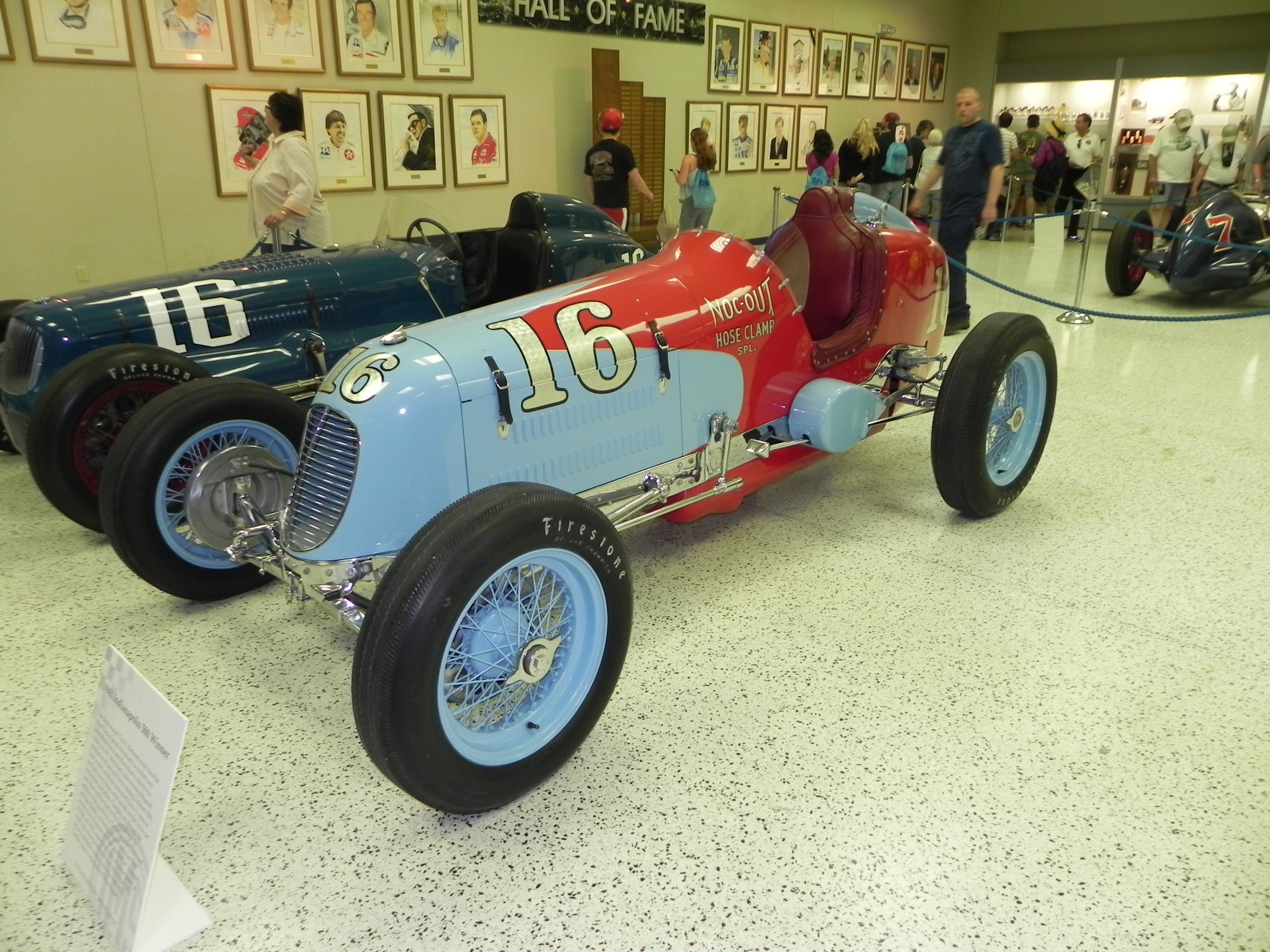
La Wetteroth-Offenhauser de Davis et Rose, victorieuse des 500 miles d'Indianapolis 1941.

Wetteroth était un constructeur automobile américain de châssis de  voitures de course type monoplaces, essentiellement durant les années 1930, à l'instigation de Louis « Curly » Wetteroth (né le 24 mars 1901 à Los Angeles et décédé le 24 juillet 1975 à 74 ans à Torrance, comté de Los Angeles), établi sur la côte ouest du pays, à Los Angeles en Californie.

## Histoire
Wetteroth travaille pour la marque Studebaker au début des années 1930.
Il s'impose lui-même avec ses productions à quatre reprises aux 500 miles d'Indianapolis, en 1932 (Fred Frame pour l'écurie d'Harry Hartz), 1935 (Kelly Petillo avec sa propre équipe), 1938 et 1941 (Floyd Roberts -parti en pole position- puis Mauri Rose et Floyd Davis (en), les deux fois pour l'écurie de Lou Moore) .
Il remporte également le Championnat américain de course automobile AAA en 1935 avec Petillo et l'équipe de ce dernier, et 1938 avec Roberts pour le team de Lou Moore (le châssis de Wetteroth est aussi deuxième du championnat en 1937).
En 1950, Wetteroth apparait une dernière fois à l'Indy 500, avec Jim Rathmann chez Pioneer Auto Repair/Lorenz (classé seulement 24e, l'épreuve comptant alors pour le premier championnat du monde de Formule 1).